# Megastethodon torricellianus
Megastethodon torricellianus är en insektsart som beskrevs av Jacobi 1921. Megastethodon torricellianus ingår i släktet Megastethodon och familjen spottstritar. Inga underarter finns listade i Catalogue of Life.